# Giacomo di Prades
Giacomo (o Giaimo) d'Aragona e Arenós di Prades, signore di Caccamo (in catalano Jaume de Prades i d'Arenós; XIV secolo – Perpignano, 25 agosto 1408), è stato un nobile, politico e militare catalano del XIV secolo, capostipite dei Prades in Sicilia.

## Biografia
Nacque presumibilmente nella seconda metà del XIV secolo da Giovanni d'Aragona e Foix, III conte di Prades, e da Sancha Ximénez dei signori di Arenós, di cui era figlio secondogenito.
Nel 1392, giunse in Sicilia al seguito di Martino il giovane, che dopo aver acquisito il possesso dell'isola, lo nominò dapprima governatore di Catania (1393-1395), poi Gran connestabile della Corona d'Aragona (1396), ed infine gli affidò l'incarico di ammiraglio del Regno di Sicilia (1398). Luogotenente nel Val di Mazara, nel 1397, su ordine del sovrano aragonese, assediò Caccamo, già feudo comitale dei Chiaramonte e cittadina ribelle, che il medesimo gli concedette in feudo. Il Re Martino concedette al Prades anche le signorie di Alcamo, di Calatafimi e di Mussomeli (che verrà venduta nel 1408 a Giovanni di Castellar), precedentemente confiscate ai Ventimiglia, ai Chiaramonte e ai Moncada.
Sotto il dominio feudale del Prades, importante fu lo sviluppo urbanistico del borgo di Caccamo, grazie alle numerose opere pubbliche, che furono più significative rispetto a quelle commissionate dai precedenti feudatari. Nel 1407 vi fondò il convento francescano nei pressi della Chiesa di Santa Margherita. In quello stesso anno acquistò le terre di Sclafani e di Sortino.
Nel 1408 fu inviato in missione diplomatica a Perpignano dai sovrani Giovanni II di Castiglia e Martino I di Aragona, per la questione riguardante l'antipapa Benedetto XIII, e colà vi morì il 25 agosto. Fu sposato con Giovanna Moncada Peralta, figlia di Matteo, conte di Agosta, e dopo la morte di costei nel 1393, con la cugina Eleonora d'Aragona Ximénez, figlia di Alfonso, conte di Dénia, e da entrambe le unioni non ebbe discendenza maschile.